# Marbles: Mania, Depression, Michelangelo, and Me
Marbles: Mania, Depression, Michelangelo, and Me (lit. Canicas: Manía, depresión, Michelangelo y yo), también conocida simplemente como Marbles, es una novela gráfica autobiográfica publicada en 2012 la cual fue escrita y dibujada por la humorista gráfica y educadora estadounidense Ellen Forney. El título hace referencia a la expresión “se le votaron las canicas”, usada para decir que alguien ha perdido la cordura. En la novela Forney narra sus experiencias con su trastorno bipolar, incluyendo su diagnóstico, como afectó sus relaciones con amigos y familiares y su proceso para encontrar un tratamiento. Específicamente, el relato autobiográfico trata de como Forney percibe su enfermedad mental en relación con su arte, así como su miedo de que los medicamentos disminuyan su creatividad. Fue publicada por imprenta Gotham Books de Penguin Books en noviembre de 2012 y ha sido traducida a 7 idiomas desde entonces como el español, el francés, el portugués y el checo. Forney le dedicó el libro a su madre y a su psiquiatra. Marbles fue destacada prominentemente en una exhibición de medicina gráfica que Forney elaboró para la Biblioteca Nacional de Medicina de Estados Unidos.
Forney incluyó dibujos que elaboró durante sus ataques depresivos e hipomaniacos en algunas páginas de la novela, así como ilustraciones basadas en algunas fotografías para las que modeló y otras que ella misma tomó. En la página 20 incluyó una imagen tipo estereograma el cual dice “Tú estás loco/a”.

## Club Van Gogh
Forney también denota el rol que los trastornos mentales han jugado en la vida de otros artistas, refiriéndose a una lista de artistas y escritores famosos que han tenido de dichos trastornos como miembros del “Club Van Gogh”, en honor a Vincent Van Gogh, a quien la autora considera como el más grande y genial artista loco y torturado ya que admira el hecho de que en sus 10 años como artista pintó más de 840 cuadros y más de 1,000 dibujos a pesar de padecer de alucinaciones, ansiedad, convulsiones, sífilis y adicción a la absenta. Entre los miembros de dicho club se encuentran Georgia O’Keeffe, Mary Shelly, Mark Twain, Sylvia Plath, Virginia Woolf y William Styron. Tras haber sido diagnosticada, Forney temía aceptar que al ser artista y bipolar sería también miembro del club, pero finalmente concluyó que su “locura” es una parte fundamental para su arte al igual que como lo podría haber sido para los otros miembros y decidió investigar la relación entre estos 2 factores. Esta investigación la llevó a encontrar el libro Touched With Fire: Manic-depressive Illness and the Artistic Temperament, en donde se enlistan más de 100 nombres de figuras históricas que probablemente padecen o padecieron trastornos maniaco-depresivos o depresión mayor y se han marcado cuales fueron hospitalizados en asilos o centros psiquiátricos, quiénes intentaron suicidarse y quiénes lograron suicidarse. Forney incluye una parte de la lista en su libro, aunque menciona que los nombres que aparecen son menos de la mitad.

## Recepción de la crítica
Tras su lanzamiento comercial Marbles se convirtió en un New York Times Best Seller. Fue nombrada como Mejor Novela Gráfica de 2012 por el Washington Post y por East Bay Express. La revista Time la consideró como una de las 7 mejores de la temporada en octubre del mismo año. La revista Publishers Weekly también incluyó a Marbles en su lista de los 10 Mejores Comics y Novelas Gráficas para el otoño de 2012 y se le dedicó un comentario diciendo que el libro es un “divertido aunque horroroso testimonio de sus batallas con el desorden bipolar” y “el perceptivo y animado arte de Forney mantiene la historia fresca”.
Myla Goldberg de la National Public Radio mencionó que es raro llamar entretenida a una remembranza sobre el desorden bipolar, pero que ese es el caso con Marbles, atribuyendo este éxito a la forma en que “Forney traslada su vivaz y atrevida personalidad a las páginas”.1 Marya Hornbacher, quien en 2008 escribió el también bestseller libro sobre bipolaridad Madness, opinó respecto a Marbles que es “Densa con poder intelectual y emocional, el libro de Forney es un tesoro – como una remembranza, como una obra de arte y como un comentario hermosamente concebido y ejecutado sobre experiencia mental y la vida creativa.”

## Premios y nominaciones obtenidos
2013 Nominación al Premio Eisner en la categoría de “Mejor trabajo basado en realidad”
2013 Ganador del Premio Gravida otorgado por la Asociación Nacional para el Avance del Psicoanálisis
Rock Steady
En 2018 Forney creó la novela gráfica de autoayuda Rock Steady: Brilliant Advice from My Bipolar Life (lit. Firme como Roca: Brillantes Consejos de mi Vida Bipolar). En ella, Forney promueve su acrónimo personal para el cuidado propio: SMEDMERTS, que significa, por sus siglas en inglés, Dormir, Medicamentos, Comer, Doctor, Conciencia plena, Ejercicio, Rutina, Herramientas, Sistema de apoyo. La intención de Forney es que esta segunda novela sea un complemento literario para Marbels. Mientras que en Marbels narra su experiencia con su trastorno, en Rock Steady se proveen consejos e historias sobre cómo lidiar con él. Forney menciona que la novela le asegura a quienes han sido diagnosticados con su mismo trastorno pueden manejarlo con medicamento, tratamiento y cuidado propio.

## Acerca de la autora
Ellen Forney nació el 8 de marzo de 1968. Estudió en la Universidad Wesleyana en Connecticut, de donde se recibió como licenciada en psicología. Sus pasatiempos incluyen dibujar y practicar yoga y pertenece a una liga femenina de lucha llamado Pin Down Girls.
Forney es abiertamente bisexual. Se le diagnosticó trastorno bipolar de la personalidad tipo 1 en 1998, poco tiempo antes de su cumpleaños número 30.
En 2016 creó dos murales para la estación de tren ligero Capitol Hill en Seattle, Washington a los cuales nombró Crossed Pinkies (Meñiques cruzados) y Walking fingers (Dedos caminando).
Actualmente reside en Seattle con su pareja e imparte cursos de cómics en el Cornish College of the Arts.
Otros trabajos de la autora
- Alexie, S., Forney, E., & Hesse, M. (2015). The absolutely true diary of a part-time Indian. Stuttgart: Ernst Klett Sprachen.
- Forney, E. (1999). Monkey food: The complete I was seven in '75 collection.
- Forney, E., Forney, E., & hoopla digital. (2006). I love Led Zeppelin: Panty-dropping comics.
- Forney, E. (2008). Lust: Kinky online personal ads from Seattle's The stranger. Seattle, Wash.: Fantagraphics.